# Calymella polypodioides
Calymella polypodioides là một loài dương xỉ trong họ Gleicheniaceae. Loài này được Ching mô tả khoa học đầu tiên vào năm 1940.
Danh pháp khoa học của loài này chưa được làm sáng tỏ. 